# 林轉亨
林轉亨，字宏標，號石岡，福建泉州府南安人，明朝政治人物，賜特用進士出身。
初為恩貢，博學通經。崇禎十三年以廷試貢生賜特用，十五年成進士，授刑部主事、以執法忤上級，謫長沙椽司理、隆武元年擢廉州知府，監視合浦珠、斥貢供額，贏珠以買補食谷，廣民德之。入清後挈家屬隱居吳川縣。